# Антоній Генріх Радзивілл
Антоній Генріх Радзивілл, пол. Antoni Henryk Radziwiłł (*13 липня 1775 — 7 квітня 1833) — польський державний діяч, композитор, художник часів королівства Пруссія. Був 1-м ординатом на Пшигодзіце, 12-м ординатом Несвізьким, 10-м ординатом Олицьким.

## Життєпис
Походив з польсько-литовського магнатського роду Радзивіллів, гілки Несвізько-Олицької. Другий син Михайла Єроніма Радзивілла, воєводи віленського, та Олени Пшездецької. Народився 1775 році у Вільно. Отримав гарну домашню освіту. З 1792 року навчався в Геттінгенському університеті. 1793 року отримав орден Білого орла. У 1794 році на запрошення короля Фрідріха Вільгельма II перебрався до Берліна, що в подальшому і визначило його пропрусську орієнтацію. 1795 року Антонію Генріху надано орден Червоного орла У 1796 році після тривалих перемовин з королівським двором одружився з принцесою Фрідерікою Луїзою, небогою прусського короля Фрідріха II. Антоній Генріх Радзивілл осів в Пруссії і в 1796 році заснував ординацію на Пшигодзіце. Того ж року отримав орден Чорного орла
У 1794 році після придушення польського повстання під керівництвом Тадеуша Костюшко підтримував плани відродження Речі Посполитої на чолі з прусською династією, де сам розраховував стати віце-королем, а Тадеуша Костюшка призначити головнокомандувачем польської армії. Підтримував коаліцію Пруссії, Росії та Австрії проти Французької республіки, яка передбачала створення окремої армії з уродженців колишньої Речі Посполитої, але ці плани не були здійснені.
У 1802—1805 роках був близький до Юзефа Понятовського. 1806 року Фрідріха-Вільгельма III, короля Пруссії, займався складанням конституції для польських володінь цього королівства[уточнити]. Втім не завершив справи, оскільки того ж року прусська армія у війні проти Франції зазнала поразки. В результаті з прусських і австрійських земель було утворено велике герцогство Варшавське, підпорядковане Саксонії.
1813 року стає радником з польських питань російського імператора Олександра I під час участі того у Віденському конгресі. Отримав ордена Святого Губерта і став мальтійським лицарем. У 1814 році після смерті свого родича Домініка Єроніма Радзивілла успадкував Несвізьку і Олицьку ординації. Майновими справами Радзивіллів займалася спеціальна комісія, яка працювала до 1839 року.
1815 року Антонія Генріха Радзивілла було призначено першим князем-намісником Великого князівства Познанського, а також надано звання генерал-лейтенанта. також від російського імператора отримав орден білого Орла Царства Польського. Хоча ця посада була повністю формальної, в перший період він мав деякий вплив на політику, але потім берлінський уряд все більше і більше обмежував його владу. Його головним завданням було примирити поляків з Пруссією і прив'язати їх до династії Гогенцоллернів. Під час своєї каденції більше дбав про культуру великого князівства і не міг перешкодити понімеччиню польських земель. Водночас домігся визнання себе Несвізьким і Олицьким ординатом в Російській імперії, незважаючи на те, що Радзивілл не був її підданим. Цьому допомогли його родинні стосунки з Гогенцолернами, які в свою чергу були родичами Романових. У 1831 році під час Листопадового повстання в Царстві Польському (Російська імперія) змушений був подати у відставку. Автономія Познанського великого князівства була скасована.
Останній роки провів на богемському курортні Тепліце і Берліні. Помер у Берліні 1832 року. Поховано в Познаньському соборі.

## Творчість
Вже в молодому віці став відомим як віолончеліст. В подальшому став видатним віолончелістом і гітаристом, грав на інших музичних інструментах, складав музику, грав в аматорських виставах, уславившись як співак. Відомий своєю музикою до опери «Фауст» (лібретто написав Й.Гете). Перше виконання деяких сцен відбулося в Берліні у 1820 році. Втім роботу було завершено лише у 1830 році. Музику до «Фауста» високо оцінив Фредерфк Шопен. З 1835 року щорічно до 1860 року виконувалася в Берлінській співочій академії. також з успіхом ставилася в театрах Німеччині, Чехії та Польщі. У Білорусі фрагменти опери вперше представлено в 1995 в Несвіжі «Білоруською капелою», прем'єра в Національному академічному Великому театрі опери Республіки Білорусь відбулася в 1999 році. В Німеччині після тривалої перерви виконана 2003 року на Дармштадтському фестивалі. 2005 року відбулося повне виконання після того, як було знайдено партитури хору, яких з українського архіву доправлено до Берліну.
У грудні 1814 року і в лютому 1815 року на з'їзді аристократії на Віденському конгресі була виконана одноактна ідилія «Великий день в замку, або Сцени трубадурів тисяча сто сорок восьмого року», музика якого належала різним композиторам, одним з них був і Антоній Генріх Радзивілл. Він виконав також одну з головних партій твору (Блонделя де Нель).
Антоній Генріх Радзивілл також є автором багато пісень французькою, польською і німецькою мовами і деяких фортепіанних композицій, 13 камерних творів. Значущими серед них є 4 романси «Миттєвості проходять» («Stunden vergehen»), «Тепер я ставок не роблю» («Ich hab' mein Sach auf nichts gestellt»), «Щільно оточені скелями» («Dicht von Felsen eingeschlossen»), «За прядкою» («An ihrem Rädchen»).
Крім того, є автором близько 10 картин аквареллю, переважно представників аристократичних родин.

## Меценатство
Був покровителем мистецтва, дбав про розвиток і захист польської культури. Тримав в Берліні та Познані артистичні салони. Підтримував контакти з відомими композиторами. Йому присвятили свої твори Людвіг ван Бетховен («Іменинна увертюра», Шотландські пісні), Фелікс Мендельсон-Бартольді (фортепіанний квартет ор. 1), Фредерік Шопен (тріо g-moll ор. 8), Марія Шимановська («Серенада для віолончелі в супроводі фортепіано»). У 1817, 1823, 1824 і 1829 роках організовував польські художні виставки в Познані.

## Родина
Дружина — Фрідеріка Луїза, донька принца Августа Фердинанда Прусського
Діти:
- Вільгельм (1797—1870), прусський генерал, 13-й ординат Несвізьский
- Фердинанд Фрідріх Вільгельм Радзивілл (1798—1827)
- Еліза (1803—1834)
- Богуслав Фрідріх (1809—1873), 2-й ординат на Пшигодзіце і 11-й ординат Олицький
- Фрідріх Вільгельм Фердинанд (1811—1831)
- Августа Вільгеміна Луїза Ванда (1813—1845), дружина князя Адама Констанція Чорторийського

## Нагороди
- Орден Білого Орла — нагороджений двічі.[3]
  - 6 вересня 1793 (Річ Посполита)
  - 1 грудня 1815 (Царство Польське)
- Орден Червоного орла (Королівство Пруссія; 1795)[4]
- Орден Чорного орла (Королівство Пруссія; 16 березня 1796)[5]
- Орден Святого Губерта (Королівство Баварія; 1825)[6]
- Лицар честі і відданості (Мальтійський орден)[3]